# Niclas Schaper
Niclas Schaper (* 1961 in Einbeck) ist ein deutscher Psychologe und Didaktikforscher. Er ist Professor für Arbeits- und Organisationspsychologie an der Universität Paderborn.

## Leben und Leistungen
Schaper studierte von 1981 bis 1987 Psychologie an der Universität Göttingen. Im Jahr 1994 promovierte er zum Dr. rer. pol. am Fachbereich II „Arbeitswissenschaft, Berufspädagogik, Polytechnik“ der Universität Kassel; 2000 habilitierte er an der Fakultät für Sozial- und Verhaltenswissenschaften der Ruprecht-Karls-Universität Heidelberg zu einem Thema des arbeitsorientierten Lernens und erhielt die Venia Legendi für das Fach Psychologie. 2003 wurde er auf den Lehrstuhl für Arbeits- und Organisationspsychologie an der Universität Paderborn berufen.
Seine Forschungsschwerpunkte liegen in den Bereichen Kompetenzerwerb, Kompetenzmessung und Kompetenzmanagement im Zusammenhang mit arbeitsbezogenem Lernen, Arbeitsanalyse, Anforderungsermittlung, arbeitsbezogenem E-Learning, agilem Lernen, Arbeit 4.0 sowie Kompetenzmodellierung für Lehrkräfte in Schulen und Hochschulen. Zu diesen Themen verfasste er Bücher, Buchbeiträge und Artikel in Fachzeitschriften.
Bekannt ist Schaper unter anderem durch sein Grundlagenwerk Arbeits- und Organisationspsychologie (zusammen mit Nerdinger und Blickle) und sein 2012 im Auftrag der Hochschulrektorenkonferenz angefertigtes Fachgutachten zur Kompetenzorientierung in Studium und Lehre.
Er ist Mitautor arbeits- und lerndiagnostischer Instrumente wie des LPI (Leitfaden zur qualitativen Personalplanung bei technisch-organisatorischen Innovationen; zusammen mit Sonntag und Benz), des LKI (Lernkulturinventar; zusammen mit Sonntag und Friebe) und der KMT (Kompetenzmanagementtabelle; zusammen mit Decius). Im Bereich des informellen Lernens am Arbeitsplatz entwickelte er (zusammen mit Decius und Seifert) das Oktagon-Modell des informellen Lernens.
2001 wurde Schaper mit dem Landeslehrpreis des Ministeriums für Wissenschaft, Forschung und Kunst in Baden-Württemberg ausgezeichnet.
Schaper leitet das Zentrum für Bildungsforschung und Lehrerbildung PLAZ der Universität Paderborn. Außerdem hat er (zusammen mit Volker Schöppner) die wissenschaftliche Leitung der Stabsstelle Bildungsinnovationen und Hochschuldidaktik der Universität Paderborn inne. Des Weiteren war Schaper im Vorstand der Deutschen Gesellschaft für Hochschuldidaktik (dghd).

## Veröffentlichungen (Auswahl)
- Kordts-Freudinger, R., Scholkmann, A., Szczyrba, B. & Schaper, N. (Hrsg.) (2021). Handbuch Hochschuldidaktik. utb, Stuttgart, ISBN 9783825254087.
- Decius, J., Schaper, N. & Seifert, A. (2021). Work characteristics or workers’ characteristics? An input-process-output perspective on informal workplace learning of blue-collar workerS. Vocations and Learning. doi:10.1007/s12186-021-09265-5
- Jungclaus, J., & Schaper, N. (2021). Agiles Sprintlernen wirkt–aber warum? Theoriegeleitete Analyse der Wirkprinzipien eines Gestaltungsansatzes für arbeitsbezogene Kompetenzentwicklung. Gruppe. Interaktion. Organisation. Zeitschrift für Angewandte Organisationspsychologie (GIO), S. 1–16. doi:10.1007/s11612-021-00557-x
- Schaper, N. (2020). Entwicklung und Validierung eines Modells zur E-Lehrkompetenz. MedienPädagogik: Zeitschrift für Theorie und Praxis der Medienbildung, 37, 313–342. doi:10.21240/mpaed/37/2020.07.17.X
- Watson, C., Stender, J., & Schaper, N. (2020). Kompetenzentwicklung im bildungswissenschaftlichen Studium: Der Einfluss individueller Voraussetzungen auf die Entwicklung des bildungswissenschaftlichen Wissens angehender Lehrkräfte. Zeitschrift für Pädagogische Psychologie. doi:10.1024/1010-0652/a000288
- Schürmann, M., Gildehaus, L., Liebendörfer, M., Schaper, N., Biehler, R., Hochmuth, R., ... & Lankeit, E. (2020). Mathematics learning support centres in Germany—an overview. Teaching Mathematics and its Applications: An International Journal of the IMA. doi:10.1093/teamat/hraa007
- Nerdinger, F. W., Blickle, G. & N. Schaper (Hrsg.) (2019). Arbeits- und Organisationspsychologie (4. Aufl.). Heidelberg/Berlin: Springer. doi:10.1007/978-3-662-56666-4
- Decius, J., Schaper, N. & Seifert, A. (2019). Informal workplace learning: Development and validation of a measure. Human Resource Development Quarterly, 30(4), S. 495–535. doi:10.1002/hrdq.21368
- Bender, E., Schaper, N., & Schürmann, M. (2019). Factors Driving Employeesʼ Intention to Stay. Zeitschrift für Arbeits- und Organisationspsychologie, 63, S. 238–250. doi:10.1026/0932-4089/a000313
- Horvat, D., Schaper, N., Virgillito, A. & Decius, J. (Hrsg.) (2018). Gestaltung eines strategischen Kompetenzmanagements – Lösungsansätze und Instrumente für nichtforschungsintensive, mittelständische Unternehmen. Stuttgart: Fraunhofer IRB.
- Güth, S., Decius, J., Horvat, D., Schaper, N. & Virgillito, A. (2017). Strategisches Kompetenzmanagement von Produktionsbeschäftigen – Innovations- und Wachstumsimpulse in nicht-forschungsintensiven kleinen und mittleren Unternehmen. In D. Ahrens & G. Molzberger (Hrsg.), Kompetenzentwicklung in analogen und digitalisierten Arbeitswelten. Kompetenzmanagement in Organisationen (S. 31–49). Heidelberg, Berlin: Springer. doi:10.1007/978-3-662-54956-8_4
- Decius, J. & Schaper, N. (2017). The Competence Management Tool (CMT) – A new instrument to manage competences in small and medium-sized manufacturing enterpriseS. Procedia Manufacturing, 9, S. 376–383. doi:10.1016/j.promfg.2017.04.041
- Abel, J., Decius, J., Güth, S. & Schaper, N. (2016). Kompetenzentwicklung bei Un- und Angelernten in nicht-forschungsintensiven KMU – Status quo und Zukunft einer strategischen Notwendigkeit. Betriebspraxis & Arbeitsforschung, 228, S. 41–50.
- Schaper, N., Schlömer, T. & Paechter, M. (2012). Kompetenzen, Kompetenzorientierung und Employability in der Hochschule. Zeitschrift für Hochschulentwicklung, 7(4). doi:10.3217/zfhe-7-04/01
- Schaper, N., Reis, O., Wildt, J., Horvath, E. & Bender, E. (2012). Fachgutachten zur Kompetenzorientierung in Studium und Lehre. HRK projekt nexus, S. 1–148.
- Schaper, N. (2009). Aufgabenfelder und Perspektiven bei der Kompetenzmodellierung und-messung in der Lehrerbildung. Lehrerbildung auf dem Prüfstand, 2(1), S. 166–199.
- Schaper, N., Mann, J. & Hochholdinger, S. (2009). Strategien und Methoden zur Begleitung von Lernprojekten für eine selbstorganisierte Kompetenzentwicklung. In S. Kauffeld (Hrsg.), Handbuch Kompetenzentwicklung (S. 366–387). Stuttgart: Schäffer-Poeschel.
- Schaper, N. & Sonntag, K. (2007). Weiterbildungsverhalten. In D. Frey & L. von Rosenstiel, Wirtschaftspsychologie. Enzyklopädie der Psychologie D/III/6 (S. 573–648). Göttingen: Hogrefe.
- Schaper, N. (2007). Lerntheorien. In H. Schuler & K. Sonntag, Handbuch der Arbeits- und Organisationspsychologie (S. 43–50). Göttingen: Hogrefe.
- Sonntag, K., Schaper, N. & Friebe, J. (2005). Erfassung und Bewertung von Merkmalen unternehmensbezogener Lernkulturen. In Arbeitsgemeinschaft Betriebliche Weiterbildungsforschung e. V./Projekt Qualifikations-Entwicklungs-Management (Hrsg.), Kompetenzmessung im Unternehmen. Lernkultur- und Kompetenzanalysen im betrieblichen Umfeld (S. 19–339). Münster: Waxmann.
- Schaper, N., Hochholdinger, S. & Sonntag, K. (2004). Förderung des Transfers von Diagnosestrategien durch computergestütztes Training mit kognitiver Modellierung. Zeitschrift für Personalpsychologie, 3(2), S. 51–62. doi:10.1026/1617-6391.3.2.51
- Schaper, N. (2004). Erwerb von Fach-, Methoden- und Sozialkompetenz durch arbeitsbezogenes Lernen in der betrieblichen Ausbildung. In B. Wiese (Hrsg.), Individuelle Steuerung beruflicher Entwicklung. Kernkompetenzen in der modernen Arbeitswelt (S. 197–222). Frankfurt: Campus.
- Schaper, N. (2004). Förderung und Evaluation von Transfer bei computer- und netzbasierten Lernszenarien. In Meister, D. M. (Hrsg.), Online-Lernen und Weiterbildung (S. 105–136). VS Verlag für Sozialwissenschaften. doi:10.1007/978-3-322-80918-6_7
- Schaper, N. (2003). Arbeitsproben und situative Fragen zur Messung arbeitsplatzbezogener Kompetenzen. Handbuch der Kompetenzmessung, S. 185–199.
- Schaper, N. (2000). Gestaltung und Evaluation arbeitsbezogener Lernumgebungen (Habilitationsschrift). Heidelberg: Universität Heidelberg.
- Schaper, N. & Sonntag, K. (1998). Analysis and training of diagnostic expertise in complex technical domainS. European Journal of Work and Organizational Psychology, 7(4), S. 479–498. doi:10.4324/9781003059707-4
- Schaper, N. & Sonntag, K. (1995). Lernbedarfsanalyse bei komplexen Aufgabenstellungen: eine inhaltsbezogene und methodenkritische Studie. Zeitschrift für Arbeits- und Organisationspsychologie, 39(4), S. 168–178.